# Drawing Circles
 (novembre 2017).
Si vous disposez d'ouvrages ou d'articles de référence ou si vous connaissez des sites web de qualité traitant du thème abordé ici, merci de compléter l'article en donnant les références utiles à sa vérifiabilité et en les liant à la section « Notes et références ».
Albums de Textures
Polars
(2004) Silhouettes
(2008)
Drawing Circles est le deuxième album du groupe de metal progressif néerlandais Textures, sorti en 2006.

## Présentation
L'album est produit par le guitariste du groupe Jochem Jacobs et enregistré au Split Second Sound Studio à Amsterdam (Pays-Bas). Les illustrations sont conçues par le chanteur Eric Kalsbeek — qui fait, sur cet opus, sa première apparition au sein du groupe — et le guitariste Bart Hennephof.
Cet album est assez similaire au précédent, Polars, disposant, cependant, d'une production plus claire et de sections ambient plus courtes.
La chanson Millstone, extraite de l'album, bénéficie d'un clip vidéo.
En mai 2006, le label Garden Of Exile Records publie une version vinyle LP de l'album, en édition limitée à 500 exemplaires avec un livret contenant les paroles des chansons (125 copies sur un disque rouge transparent, 175 copies sur un disque jaune transparent et 200 copies sur un disque noir).

## Liste des titres
Toutes les chansons sont écrites et composées par Textures.
| 1.    | Drive                          | 2:27 |
| 2.    | Regenesis                      | 4:57 |
| 3.    | Denying Gravity                | 5:16 |
| 4.    | Illumination                   | 1:56 |
| 5.    | Stream of Consciousness        | 6:48 |
| 6.    | Upwards                        | 6:07 |
| 7.    | Circular                       | 5:14 |
| 8.    | Millstone                      | 3:42 |
| 9.    | Touching the Absolute          | 8:07 |
| 10.   | Surreal State of Enlightenment | 3:49 |
| 48:24 |                                |      |

## Crédits
| - Eric Kalsbeek : chant - Dennis Aarts : basse - Stef Broks : batterie - Bart Hennephof : guitare, chœurs - Jochem Jacobs : guitare, chœurs - Richard Rietdijk : synthétiseur | - Production, mixage, ingénierie : Jochem Jacobs - Ingénierie (additionnel), mixage (additionnel) : Sander van Gelswijck - Arrangements, composition : Textures - Mastering : Björn Engelmann - Artwork : Bart Hennephof, Eric Kalsbeek |